# Night at the Museum (filmreeks)
Night at the Museum is een Amerikaanse filmtrilogie die begon in 2006. De drie films zijn gebaseerd op een boek van Milan Trenc en werden geregisseerd door Shawn Levy. Het scenario kwam van Robert Ben Garant en Thomas Lennon. De hoofdrollen worden gespeeld door onder anderen Ben Stiller, Robin Williams en Owen Wilson.

## Films

### Night at the Museum (2006)
Night at the Museum is een Amerikaanse film uit 2006, gebaseerd op het kinderboek The Night at the Museum (1993) van Milan Trenc en geregisseerd door Shawn Levy. De film ging op 22 december 2006 in première. Het American Museum of Natural History in New York is het museum in de eerste film.
De film werd genomineerd voor tien prijzen, maar kon er maar twee winnen. Night at the Museum had een budget van $ 110 miljoen en een opbrengst van $ 574,5 miljoen. Hiermee is het de vijfde succesvolste film uit 2006.

### Night at the Museum: Battle of the Smithsonian (2009)
Night at the Museum: Battle of the Smithsonian (ook bekend als Night at the Museum 2 en Night at the Museum 2: Battle of the Smithsonian) is een film uit 2009, geregisseerd door Shawn Levy. De film ging op 22 mei 2009 in première. Het Smithsonian Institution in Washington is het museum in de tweede film.
De film werd genomineerd voor elf prijzen, waarvan het er uiteindelijk twee won. Night at the Museum: Battle of the Smithsonian had een budget van $ 150 miljoen en een opbrengst van $ 413,1 miljoen.

### Night at the Museum: Secret of the Tomb (2014)
Night at the Museum: Secret of the Tomb (ook wel bekend als Night at the Museum 3) is een Amerikaanse film uit 2014, geregisseerd door Shawn Levy. De film ging op 19 december 2014 in première. Het British Museum in Londen is het museum in de derde film.
De film won twee prijzen, van vier nominaties. Night at the Museum: Secret of the Tomb had een budget van $ 127 miljoen en een opbrengst van $ 360,4 miljoen.

## Cast
| Personage                      | Films                      | Films                                                 | Films                                          |
| Personage                      | Night at the Museum (2006) | Night at the Museum: Battle of the Smithsonian (2009) | Night at the Museum: Secret of the Tomb (2014) |
| ------------------------------ | -------------------------- | ----------------------------------------------------- | ---------------------------------------------- |
| Larry Daley                    | Ben Stiller                | Ben Stiller                                           | Ben Stiller                                    |
| Nicky Daley                    | Jake Cherry                | Jake Cherry                                           | Skyler Gisondo                                 |
| Theodore Roosevelt             | Robin Williams             | Robin Williams                                        | Robin Williams                                 |
| Jedediah                       | Owen Wilson                | Owen Wilson                                           | Owen Wilson                                    |
| Octavius                       | Steve Coogan               | Steve Coogan                                          | Steve Coogan                                   |
| Dr. McPhee                     | Ricky Gervais              | Ricky Gervais                                         | Ricky Gervais                                  |
| Attila de Hun                  | Patrick Gallagher          | Patrick Gallagher                                     | Patrick Gallagher                              |
| Hun                            | Randy Lee                  | Randy Lee                                             | Randy Lee                                      |
| Hun                            | Darryl Quon                | Darryl Quon                                           | Darryl Quon                                    |
| Hun                            | Gerald Wong                | Gerald Wong                                           | Gerald Wong                                    |
| Hun                            | Paul Chih-Ping             | Paul Chih-Ping                                        | Paul Chih-Ping                                 |
| Neanderthaler                  | Kerry van der Griend       | Kerry van der Griend                                  | Kerry van der Griend                           |
| Neanderthaler                  | Dan Rizzuto                | Dan Rizzuto                                           | Dan Rizzuto                                    |
| Neanderthaler                  | Matthew Harrison           | Matthew Harrison                                      | Matthew Harrison                               |
| Neanderthaler                  | Jody Racicot               |                                                       |                                                |
| Ahkmenrah                      | Rami Malek                 | Rami Malek                                            | Rami Malek                                     |
| Sacagawea                      | Mizuo Peck                 | Mizuo Peck                                            | Mizuo Peck                                     |
| Christoffel Columbus           | Pierfrancesco Favino       |                                                       |                                                |
| Rebecca Hutman                 | Carla Gugino               |                                                       |                                                |
| Cecil Fredericks               | Dick Van Dyke              |                                                       | Dick Van Dyke (oud) Percy Hynes-White (jong)   |
| Gus                            | Mickey Rooney              |                                                       | Mickey Rooney                                  |
| Reginald                       | Bill Cobbs                 |                                                       | Bill Cobbs                                     |
| Debbie                         | Anne Meara                 |                                                       |                                                |
| Erica Daley                    | Kim Raver                  |                                                       |                                                |
| Don                            | Paul Rudd                  |                                                       |                                                |
| Viking                         | Jason Vaisvila             |                                                       |                                                |
| Viking                         | Cade Wagar                 |                                                       |                                                |
| Chinese terracottasoldaat      | Cory Martin                | Cory Martin                                           | Cory Martin                                    |
| Meriwether Lewis               | Martin Christopher         |                                                       |                                                |
| William Clark                  | Martin Sims                |                                                       |                                                |
| Dexter                         | Crystal the Monkey         | Crystal the Monkey                                    | Crystal the Monkey                             |
| Beeld van Paaseiland           | Brad Garrett (stem)        | Brad Garrett (stem)                                   | Brad Garrett (stem)                            |
| Brundon                        |                            | Jonah Hill                                            |                                                |
| Amelia Earhart                 |                            | Amy Adams                                             |                                                |
| Kahmunrah                      |                            | Hank Azaria                                           |                                                |
| Ivan de Verschrikkelijke       |                            | Christopher Guest                                     |                                                |
| Napoleon Bonaparte             |                            | Alain Chabat                                          |                                                |
| Al Capone                      |                            | Jon Bernthal                                          |                                                |
| George Armstrong Custer        |                            | Bill Hader                                            |                                                |
| Matroos Joey Motorola          |                            | Jay Baruchel                                          |                                                |
| Lerares                        |                            | Mindy Kaling                                          |                                                |
| George Foreman                 |                            | George Foreman                                        |                                                |
| Tuskegee Airman                |                            | Keith Powell                                          |                                                |
| Tuskegee Airman                |                            | Craig Robinson                                        |                                                |
| Able de ruimte-aap             |                            | Crystal The Monkey                                    |                                                |
| De Denker                      |                            | Hank Azaria (stem)                                    |                                                |
| Standbeeld van Abraham Lincoln |                            | Hank Azaria (stem)                                    |                                                |
| Albert Einstein                |                            | Eugene Levy (stem)                                    |                                                |
| Cherubijntjes                  |                            | Jonas Brothers (geanimeerde stem)                     |                                                |
| Madeline Phelps                |                            |                                                       | Rachael Harris                                 |
| Lancelot                       |                            |                                                       | Dan Stevens                                    |
| Tilly                          |                            |                                                       | Rebel Wilson                                   |
| Shepseheret                    |                            |                                                       | Anjali Jay                                     |
| Merenkahre                     |                            |                                                       | Ben Kingsley                                   |
| Archibald Stanley              |                            |                                                       | Matt Frewer                                    |
| Madeline Phelps                |                            |                                                       | Rachael Harris                                 |
| Laaa                           |                            |                                                       | Ben Stiller                                    |
| Garoeda                        |                            |                                                       | Robin Williams (stem)                          |
| —                              | Night at the Museum (2006) | Night at the Museum: Battle of the Smithsonian (2009) | Night at the Museum: Secret of the Tomb (2014) |